# Квант (журнал)
«Квант» — науково-популярний фізико-математичний журнал для школярів і студентів, розрахований на масового читача. У 1970—1992 роках журнал виходив у видавництві «Наука», а з 1993 року — у видавництві «Бюро Квантум».

## Історія
Ідею створення «Кванта» першим висловив академік Петро Капіца в 1964 році. У січні 1970 року вийшов у світ перший номер журналу. Головним редактором став академік  Ісаак Кікоїн, першим заступником головного редактора — академік  Андрій Колмогоров.
За оцінкою експертів ЮНЕСКО у 1985 році «Квант» був унікальним у своєму жанрі журналом. 
До  1990-х років журнал виходив кожен місяць тиражем 250—350 тисяч примірників, але потім тираж різко скоротився до кількох тисяч.  Тепер номери виходять раз на два місяці, і тираж є у межах 5000 екземплярів.

## Переклади на інші мови
В 1991—2001 в США видавався журнал «Quantum», який виходив раз на два місяці і публікував переклади на англійську мову вибраних статей з журналу «Квант», а також власні статті американських математиків..  
«Quantum» кілька разів нагороджувався премією асоціації американських журналістів як найкращий науково-популярний журнал. Quantum видавався National Science Teachers Association, а друкувався і поширювався видавництвом Springer. Всього було видано 66 випусків журналу.
В 1993—2001 журнал «Quantum» своєю чергою перекладався з англійської на грецьку мову. У Франції також були видані дві збірки статей з «Кванта». В 1999 і 2002 в США було видано три томи Kvant Selecta — перекладів вибраних статей «Кванта» з алгебри, аналізу і комбінаторики. Планується видавати версії журналу турецькою і іспанською мовами. Також ідуть переговори щодо відновлення видання його англійської версії.

## Головні редактори
- 1970—1984 —  І. К. Кікоїн
- 1985—2008 —  Ю. А. Осип'ян
- 2008—2010 — С. С. Кротов
- 2010-тепер —  В. В. Козлов